# Nino Russo (regista)
Nino Russo (Napoli, 14 aprile 1939) è un regista, sceneggiatore e drammaturgo italiano.

## Biografia
Esordisce poi nella regia di film per la Rai, con Da lontano, lungometraggio da lui scritto e girato, in 16 millimetri, nel 1972: il film, destinato ai programmi sperimentali della Rai degli anni sessanta e settanta, è dedicato alla documentazione antropologica del culto popolare del Glorioso Alberto di Serradarce. Nel 1977 gira il film Il giorno dell'Assunta, con Tino Schirinzi e Leopoldo Trieste, un film ambientato interamente in esterni romani, nel giorno di Ferragosto, e incentrato sullo straniamento di chi, sottratto al proprio ambiente sociale e culturale, si trova a vivere in un contesto sociale non inclusivo e respingente.
Nel 1980 è autore del documentario Festa, farina, e... . Nel 1987 dedica un film al teatro napoletano, dal titolo L'ultima scena, con la partecipazione di Aldo Giuffré, Vittorio Caprioli, Marina Suma e Carlo Buccirosso. Nel 2000 gira Fondali notturni, con Massimo Ranieri, Ida Di Benedetto e Vittorio Viviani. Nel 2001 partecipa alla regia del documentario collettaneo Un altro mondo è possibile, dedicato ai fatti del G8 di Genova e, nel 2002, al film collettivo La primavera del 2002 - L'Italia protesta, l'Italia si ferma. Nel 2011 esce Scossa, da lui realizzato con Ugo Gregoretti, Citto Maselli e Carlo Lizzani, con la partecipazione di Amanda Sandrelli, Paolo Briguglia, Lucia Sardo, Massimo Ranieri e Gianfranco Quero: il film, dedicato al terremoto di Messina del 1908, è presentato, fuori concorso, alla 68ª edizione della Mostra internazionale d'arte cinematografica di Venezia.
Russo è anche autore, con Salvatore Pecoraro, Alessandro Rossetti, e Pasquale Scimeca, di Lo stato delle cose. Vizi privati, pubbliche virtù nel cinema italiano, un libro bianco realizzato per conto dell'Associazione nazionale autori cinematografici, incentrato sullo stato del cinema italiano negli anni duemila.

## Filmografia

### Attore
- Accattone, regia di Pier Paolo Pasolini (1961)
- Baarìa, regia di Giuseppe Tornatore (2009)

### Regista
- Il giorno dell'Assunta (1977)
- Feste, farina e... (1980)
- L'ultima scena (1988)
- Fondali notturni (2000)
- Un altro mondo è possibile – documentario collettivo (2001)
- La primavera del 2002 - L'Italia protesta, l'Italia si ferma – video documentario collettivo (2002)
- Scossa, episodio Sembra un secolo (2011)

### Sceneggiatore
- Il giorno dell'Assunta, regia di Nino Russo (1977)
- Feste, farina e..., regia di Nino Russo (1980)
- L'ultima scena, regia di Nino Russo (1988)
- Fondali notturni, regia di Nino Russo (2000)
- Scossa, regia di Nino Russo, episodio Sembra un secolo (2011)